# Joaquín Sobrino
Joaquín Sobrino Martínez (Posada de Llanes, 22 juni 1982) is een Spaans wielrenner die anno 2015 uitkomt voor Inteja-MMR. Eerder reed hij voor onder meer Caja Rural.

## Belangrijkste overwinningen
2008
2e etappe Ronde van Navarra
2e etappe Ronde van Mexico
2009
1e etappe Ronde van Castilië en León
2010
3e etappe deel A Ronde van Asturië
2012
2e etappe Ronde van Algerije
3e etappe Okolo Jižních Čech
2013
4e etappe Vijf ringen van Moskou
Ayuso · Calderón · Cruz · Cueto · Guzmán · López · Menéndez · Milán · Nuñez · Nuño · Pedrero · Reyes · Sarabia · Sarmiento · Sobrino · Tejada